# Степаньское княжество
Степаньское княжество — удельное княжество с центром в городе Степань, которое находилось на левом берегу реки Горынь, правом притоке реки Припять. Сейчас это поселок в Сарненском районе Ровненской области Украины.

## История
Удел выделился из Дубровицкого княжества в XIII веке. О степаньских князьях известно очень мало. Первым известным считается князь Ростислав Глебович. Он был сыном дубровицкого князя Глеба Юрьевича . В летописях Ростислав упоминается в 1228 году, когда после смерти луцкого князя Ивана Мстиславича он захватил Чарторыйск, но был изгнан оттуда Даниилом Романовичем Галицким.
Ростислав имел единственного сына Глеба. М. Д. Хмыров предполагал, что женой Глеба была Измарагда (Смарагда), дочь великого князя Киевского Ростислава Рюриковича. Сыном Глеба был Иван, о смерти которого сообщается в Ипатьевской летописи в 1292 году. Его сменил сын Владимир. После этого сведения о степаньских князьях надолго пропадают.
В 1387 году упоминается степаньский князь Семён. Его происхождение неизвестно. Войтович считает его потомков Владимира Ивановича (внуком), однако, по мнению польского историка Юзефа Вольфа, Семён скорее был Гедиминовичем, сыном пинского князя Василия Михайловича, сына Наримунта Гедиминовича.
В XVI веке территория княжества входила в состав владений князей Острожских.

## Князья Степаньские
- Ростислав (Глебович), князь степаньский в 1220-е
- Глеб Ростиславич, князь степаньский, сын предыдущего
- Иван Глебович (ум. ок. 1289/1290), князь степаньский, сын предыдущего
- Владимир Иванович, князь степаньский с ок. 1289/1290, сын предыдущего
- Семён (ум. до 1399), князь степаньский в 1387